# Féas
Féas is een plaats en voormalige gemeente in het Franse departement Pyrénées-Atlantiques (regio Nouvelle-Aquitaine) en telt 386 inwoners (2004). De plaats maakt deel uit van het arrondissement Oloron-Sainte-Marie. Féas is op 1 januari 2017 gefuseerd met de gemeente Ance tot de gemeente Ance Féas. 

## Geografie
De oppervlakte van Féas bedraagt 13,9 km², de bevolkingsdichtheid is 27,8 inwoners per km².
De onderstaande kaart toont de ligging van Féas met de belangrijkste infrastructuur en aangrenzende gemeenten.

## Demografie
Onderstaande figuur toont het verloop van het inwonertal.